# Ластівки (пластовий курінь)

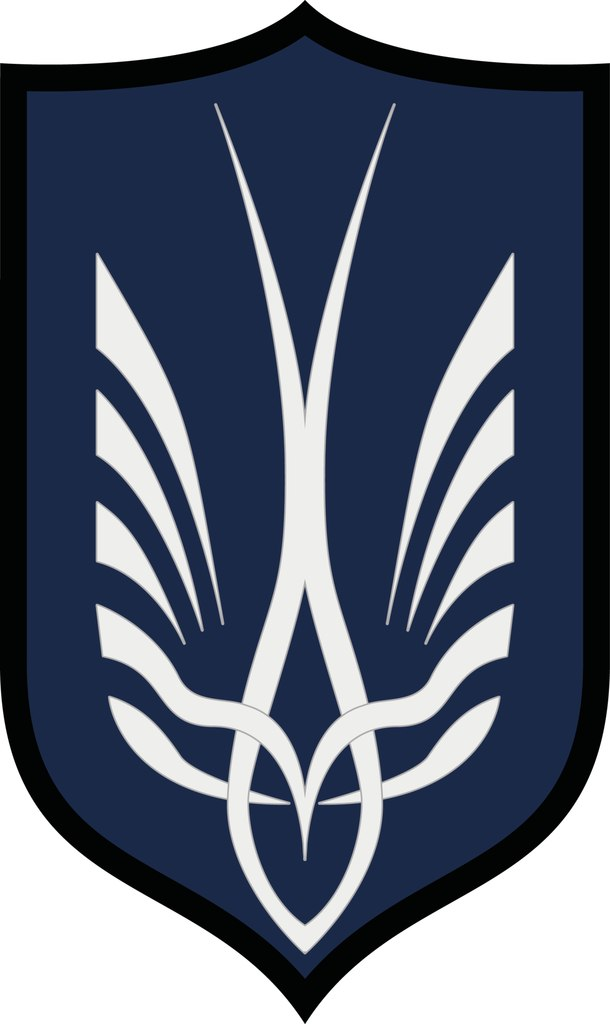
51 курінь УСП «Ластівки» ім. Олени Вітер

Ластівки — 51-ий курінь Уладу старших пластунів організації «Пласт — Національна Скаутська Організація.».

## Історія та діяльність 12 куреня УСП «Ластівки» у ХХ ст
12-ий курінь УСП «Ластівки» виник у м. Львові восени 1929 року із членів юнацького гуртка «Ластівки» 2 к. УПЮ ім. Марти Борецької. Першою курінною була Галина Білецька. Завданням своїм курінь поставив організацію ремісничої молоді та організацію для них таборів, як теж організацію для своїх членів, мандрівних таборів у цілі пізнання Рідного Краю. Наступні члени куреня зорганізували ремісничі гуртки чи курені і були їх впорядницями чи зв'язковими — Оля Струмінська — гурток при читальні «Просвіти» на Левандівці, Стефа Шушкевич — гурток при читальні «Просвіти» на Знесінні, Марія Юркевич — гурток при Кружку «Рідної Школи» на Личакові, Дарка Вергановська — Курінь при Торговельній Школі "Рідної Школи (директор Денис Коренець, опікунка куреня проф. Ірина Лежогубська). Курінь мав три гуртки, крім того зорганізовано 2 гуртки при швальній кооперативі «Труд» і два гуртки при вечірній ремісничій школі під опікою П. Софії Федорчак.

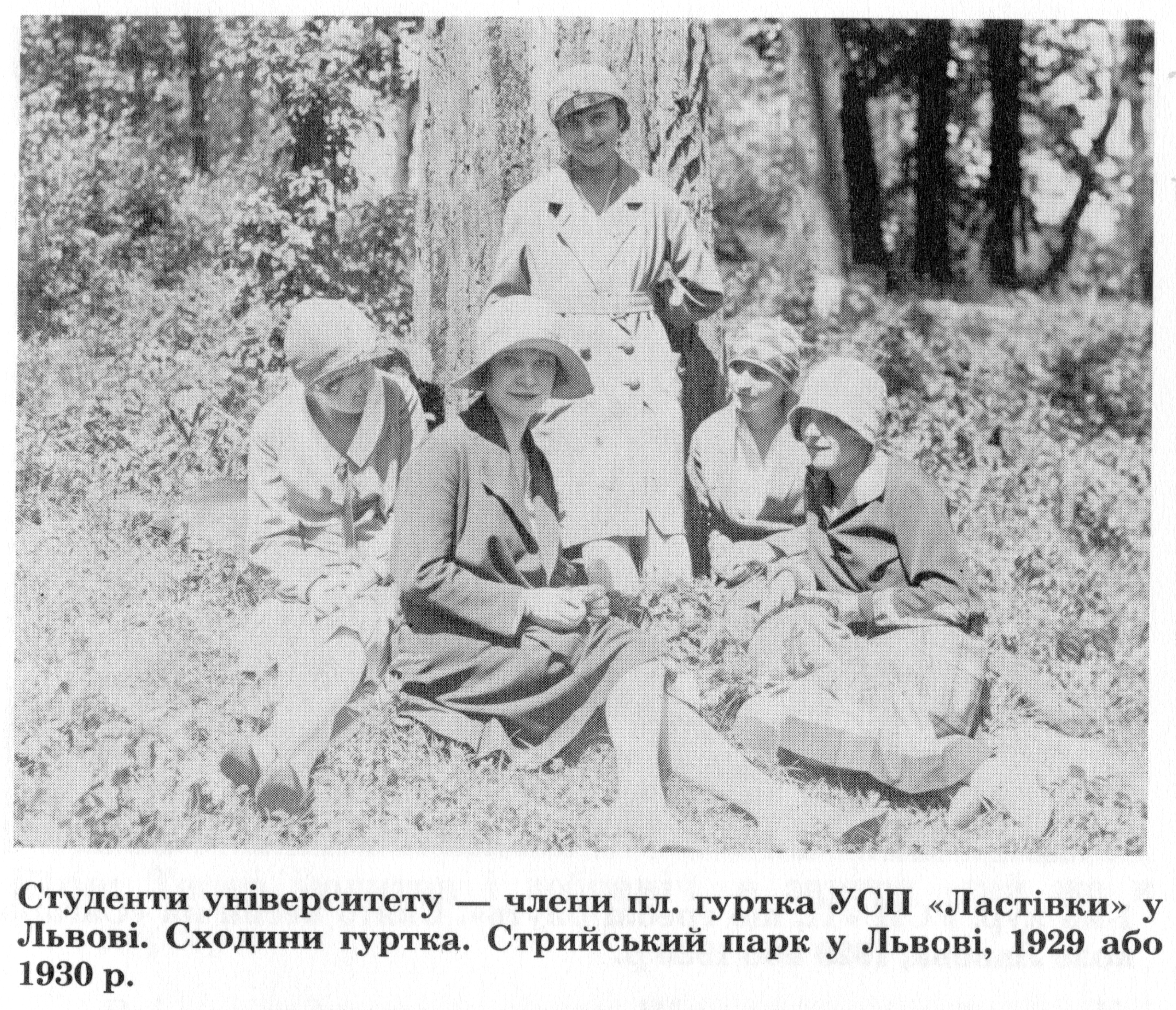

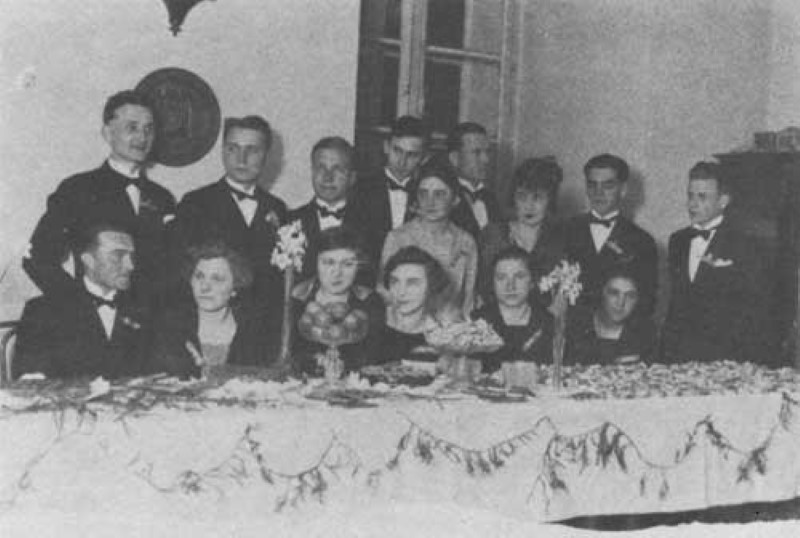
Спільна вечеря пластових куренів «Орден Залізної Остроги» і «Ластівки»

Після заборони Пласту, курінь і надалі  опікувався ремісничою молоддю, організуючи для неї табори. Табори відбувалися у Старяві коло Перемишля, у Рожанці і Славську на Бойківщині. У шістьох із тих таборів Команданткою була Ярка Проців, у 1938 і 1939 рр. табори організували Ярка Проців, Оля Медвідь і Ірена Винницька. Фонди на улаштування таборів одержував курінь із імпрез, що відбувалися заходом куреня.
Курінь відбув дві мандрівки. Перша у 1930 році по Лемківщині від Шавниці до Команчі, із участю 4 членів. Друга у 1931 р. по Волині — Почаїв, Кремянець, Луцьк, Остріг, Рівне, Дубно. Учасниць було вже 6: Ліда Пашкевич, Ярка Проців, Ліна Скремета, Соня Гомза, Олена Дроздовська, Дарка Вергановська. Тоді на Волині Пласт був вже розв'язаний і члени мандрівки влаштовували таємні сходини із тамошньою молоддю по стодолах священиків.
Члени куреня Ліда Пашкевич, Оля Медвідь, Ярка Проців, Галя Біленька, будучи студентками університету, брали активну у студентському житті, Групі Українських Націоналістів, Тов. «Просвіта» і т. ін.
Ідеологічний пластовий вишкіл проходили поодинокі члени при журналі «Вогні», будучи теж членами і співробітниками видавничої спілки «Вогні».
У спортивній ділянці члени куреня проходили спортові тренінґи і руханку у жіночому спортивному клубі «Стріла», який веди пластунки. У 1932—1934 рр. відбувалися у рямках туристичного товариства «Плай», до якого теж входили пластуни, краєзнавчі прогульки. Це була теж легальна форма пластової праці.
Члени куреня проходили теж санітарні вишколи. І так у 1930 р. після пацифікації польським військом наших сіл, за спротив польській владі, відвідували поранених селян, що були приміщені у Народній лічниці та у будинку біля церкви св. Юра у Львові. У 1933 р. поодинокі члени куреня брали участь у санітарному курсі, який проводило Гігієнічне Товариство (провід Оля Медвідь-Федейко). У 1938 р. у зв'язку із боями на Карпатській Україні та можливостями війни, були переведені санітарні курси Укр. Гігієнічним Товариством, получені із практикою у Народній Лічниці ім. Митр. А. Шептицького. При організації курсів та виготовлюванні скриптів із курсу брала участь Оля Медвідь-Федейко. У 1939 р. зорганізовано теж зав'язок Українського Червоного Хреста у порозумінні і підтримці Ар. Маріяна Панчишина (сходини відбувалися у приміщенні Укр. Гігієнічного Товариства) в Управі були Ганка Коренець, Гребля, Оля Федейко, Ластівка, і Міка Фіголь, Санітарка. Призбирано дещо фондів та закуплено ліки, перев'язочний матеріал, лікарське знаряддя. Усі ці речі переховувано, а опісля передано Українському Червоному Хрестові у Львові за німецької окупації у 1941 р.
У 1939 р. за більшовицької окупації деякі члени куреня удержували контакт із собою та таємним пластовим проводом, виконували поодинокі його доручення як наприклад перегляд пластового архіву та перенесення його у відповідне місце чи і знищення дечого (Оля Федейко, Ітя Кос, Гребля).
У 1941 р. включається у працю Укр. Червоного Хреста Оля Федейко, зразу як заступниця голови Жіночої Секції, опісля як її голова. Український Червоний Хрест був зорганізований нашими лікарями у Львові — др-ами Романом Осінчуком, Малисом Черемком, Іларійоном Федейком, Грегорчуком, Галею Біленькою-Врецьоною і іншими. Домівка знаходилась на вулиці Личаківській. В Укр. Червоному Хресті працювали Оля Федейко, Ластівка, Мирося Вишницька-Кивелюк, Ганка Коренець, сестри Ірина і Сяся Хойнацькі, і Греблі, і ще кілька пластунок. Крім цього помагали деякі пані, що не були пластунками як Пані О. Кульчицька, Мартинюк та інші.
У 1943—1944 р.р. члени куреня опікувалися, як і інші пластунки (Ті, що Греблі рвуть) хворими вояками — українцями із східних областей, що були включені у німецьку армію (Дарка Вергановська, Оля Федейко, Ластівки, Маруся Мудрик). Хворим і раненим воякам приносили українські часописи і книжки, дрібниці щоденного вжитку, харчі, полагоджувано їм листування.
У 1941—1942 рр. члени співпрацювали, із іншими пластунками, із Укр. Комітетом на Львів-місто — Секція Громадської Опіки над дитячими Будинками у Львові. Жіноча Секція була приміщена при вул. Галицькій ч. 19. Опікувалися нашими дітьми — сиротами — залишеними без опіки Оля Федейко, Ластівка, Люба Мриц-Пежанська, Фалина Любінецька, Мирося Вишницька-Кивелюк, Іванка Кучер, Греблі, Оля Пясецька.
Коли у 1944 р. більшовики знову зближалися до Львова, частина членів куреня залишилися на рідних землях, частина подалася на еміграцію. Після поселення в Канаді і США курінь не відновив своєї діяльності а поодинокі члени включилися у 2. К. УПС «Ті, що греблі рвуть.»
Деякі члени у рр. 1941—1944 працювали теж у Виховних Спільнотах Української Молоді (ВСУМ), що вели працю на пластових виховних засадах.

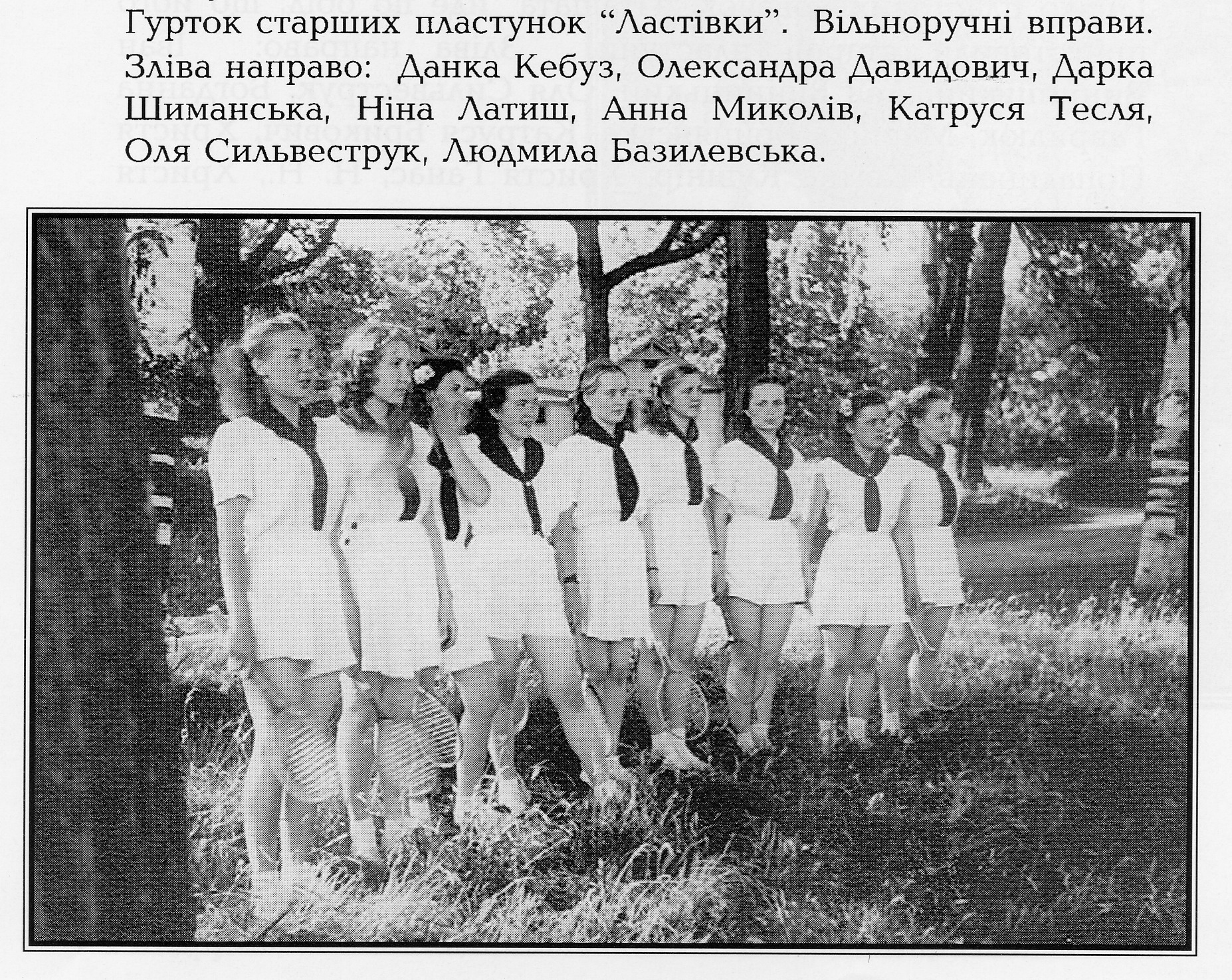

Список членів 12 куреня УСП «Ластівки» в 1920—1930 рр.
1. Біленька Галина, студентка. Член 10 самостійного гуртка УСП «Ластівка». Пласт у Львові.
2. Винницька Дора (Теодора), нар. 23 липня 1908 року. Вихованка гуртка «Серни» 8 куреня УУПЮ ім. Княгині Ольги, що діяв в Стрию з 1921 року. Пластунка вірлиця. Член 10 самостійного гуртка УСПП «Ластівка».
3. Винницька Ірина, нар 8 листопада 1906 року. Очевидно старша сестра Дори. Вихованка 3 гуртка 2 чети 8 полку ім. княгині Ольги, відтак 8 куреня УУПЮ ім. Княгині Ольги. Пластунка розвідувачка. Член 10 самостійного гуртка УСПП «Ластівка». Джерело — ЦДІАЛ, список; Левицький Северин, Історія УПУ.
4. Скремета Павлина, нар. 18 вересня 1906 року, Пласт у Львові, учениця семінарії, пластунка розвівдувачка.
5. Струминська Ольга, нар. 1909 року, Пласт у Львові, учениця семінарії, пластунка розвідувачка.
6. Пашкевич Лідія, пластове псевдо «Атена», нар. в Тернополі 29 серпня 1909 року, вихованка 9 гуртка «Ластівки» 2 куреня ім. М. Борецької, студентка.
7. Пригородська Олена, нар. 4 березня 1909 року, вихованка 12 куреня ім. Княгині Романової в Станіславі.
8. Проців Ярослава, нар. 7 квітня 1909 року, студентка.
9. Федусевич Марія [Архівовано 8 листопада 2017 у Wayback Machine.], нар. 3 лютого 1909 року, студентка, пластунка розвідувачка. Дружина гетьманського скоба Андрія Пясецького.
10. Шушкевич-Крушельницька Стефанія, нар. 23 травня 1909 року, студентка, дружина Крушельницького Тараса[1], поет «Лісових Чортів». Пласт у Львові. Джерело — Спогади Номи Пясецької.
11. Юркевич Марія, пластове псевдо «Тирса», нар. 8 серпня 1909 року, вихованка 2 куреня ім. М. Борецької. Джерело — ЦДІАЛ.

А також до куреня входили дівчата: Данка Кебуз, Олександра Давидович, Дарка Шиманська, Ніна Латиш, Анна Миколів, Катруся Тесля, Оля Сильвеструк, Людмила Базилевська.

## Сьогодення. Мета і діяльність
Перший установий злет відбувся 10.05.2013 р. поблизу Тернополя. Саме тоді був прийнятий статут куреня, барви, символіка. Засновницями куреня стали: Наталя Гайдук (Шимків), Оксана Липова, Оля Шимків (Сиротюк), Марія Павлюк, Юля Водяна, Ірина Гнасевич, Тетяна Геник, Христя Ільницька, 

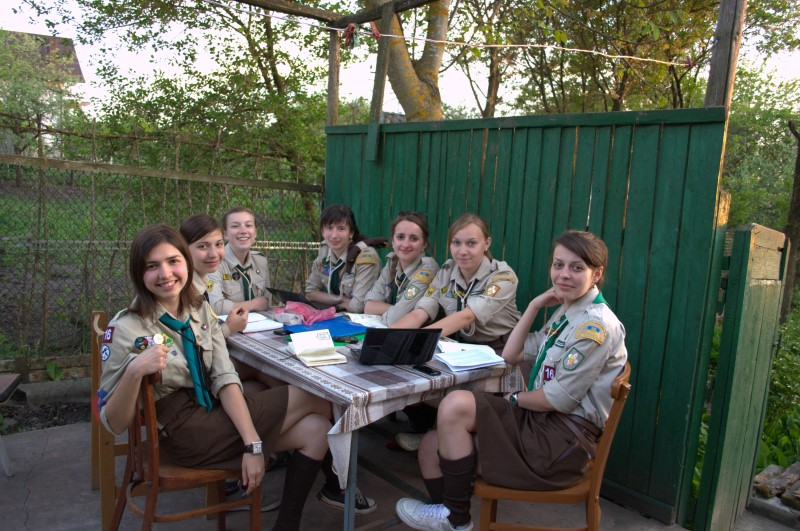
Перший установчий злет 51 к. Ластівки

Христя Мулик (Кулінець), Ганна Вержак (Пиріжок), Соломія Гребеняк, Марія Тимків.
Мета куреня «Ластівки»: сприяти всебічному вихованню молоді на основі національної свідомості та патріотизму, вірі в Бога, на ідейних засадах Пластового Закону; гармонійний розвиток особистості та формування активної громадської позиції членів куреня та його вихованців.
Завдання куреня: розвиток практичного пластування; популяризація здорового способу життя; підвищення духовності; розумовий і фізичний розвиток, спрямований як на особистий розвиток членів куреня, так і на передання знань та розуміння Мети своїм вихованцям, всім пластунам, українській громаді; плекання, збереження та розвиток українських народних традицій, обрядів та звичаїв.
22 серпня 2016 р. Головна Пластова Булава [Архівовано 24 листопада 2017 у Wayback Machine.] на своїх сходинах на внесення в.о. Головної булавної УСП згідно рекомендації Булави ГБ УСП вирішила затвердити курінь УСП «Ластівки», надати куреню порядкове число 51, затвердити патрона Олену Вітер, дозволити вживати курінну хустку, підпис після імені та інші атрибути згідно кодексу куреня.
Ідейні засади.
Ґрунтуються на Трьох головних обов'язках пластуна, Пластовому законі, Пластовій присязі та ідеології українського націоналізму.
У всіх членкинь відновленого куреня схожа система цінностей і погляди на життя. Ми об'єдналися, щоб якісніше і краще реалізувати поставлені перед собою цілі і завдання.
Ми зосереджуємося на розвитку практичного пластування, популяризації здорового способу життя, підвищення духовності, розумовому та фізичному розвитку, виховницькій роботі, щоб передати знання і розуміння мети своєму юнацтву, всім пластунам, українській громаді.

## Організація і членство
Курінь «Ластівки» територіально поділяється на гнізда: Тернопільське, Станиславівське, Буковинське, Вінницьке, Галицьке, Київське. Гніздо складається з двох або більше дійсних членів.
Членство (права та обов'язки) Кандидаткою куреня є особа, яка: написала заяву вступу в курінь; належить до Уладу Старших Пластунів; подала презентацію про себе та мотивацію вступу в курінь у довільній формі протягом трьох місяців. Кандидатка куреня має право: носити хустку кандидатки куреня «Ластівки»; носити шлюпку куреня «Ластівки»; відвідувати внутрішньо-курінні акції.
Структура. Курінна рада (злет) проводиться двічі на рік. Великий Злет проводиться восени, Малий Злет — навесні. Курінний суд — орган куреня, яким провадить курінний суддя. Курінний суд вирішує внутрішні проблеми куреня, скликається проводом куреня, суддею або за вимогою більшості дійсних членів куреня.

## Особливості
Патронеса: Олена Вітер — член ОУН, монахиня студитського монастиря у Якторові, визначна українська діячка.
Барви куреня: головна — ластівчина (темно-синя, чорна), побічна барва — срібна.
Відзнака куреня: герб куреня на темно-синьому тлі з чорним обрамленням.
Герб куреня — срібний стилізований герб України у вигляді Ластівки. Його ширина — 6.5 см, висота — 10.5 см.
Символ куреня — ластівка, український знак сонця — Алатир.
Курінна хустина: пташка — зелена хустка із срібною пташкою на куті хустки ззаду та обручик срібної барви; І, ІІ ступінь — темно-синьої барви із чорною ластівкою, на кінці хустки вишито срібну пташку; ІІІ-IV ступінь — темно-синьої барви із чорною ластівкою, вишито срібну пташку, від кінця хустки вздовж країв додаються вишиті срібною ниткою алатирі. IV ступінь — додатково прикріплюється ластівка на беретці. Носяться курінні хустки дійсних членів куреня із обручиком барв куреня. Сплетений із трьох барв, так як косичка для накриття на голову.
Клич: «Літайте високо!»
Скорочення: Велика латинська буква L і маленька s — «Ls» є скороченням куреня «Ластівки».
Члени куреня є в таких станицях Тернопіль, Чернівці, Вінниця, Іваниківка, Нижній Березів, Івано-Франківськ, Київ, Харків, Львів, Бучач, Калинівка, Коломия, Суми.

## Діяльність
Дівчата з куреня долучаються до організації та проведення наступних таборів: «Крайовий вишкільний табір»
«Золота Булава» — міжнародний вишкільний табір для юнаків та юначок.
«Життя в Пласті» — міжкрайовий вишкільний табір для УСП
Крайовий мандрівний вишкільний табір «Говерля»
Крайовий мандрівний вишкільно-інструкторський табір «Плай»
Крайовий мандрівний табір «Ревор» (велосипедний)
Міжкрайовий табір-експедиція «Вирій»